# East of Scotland Football League
La East of Scotland Football League è uno dei 6 campionati semiprofessionistici minori di calcio in Scozia, quello che copre la parte sudorientale del paese.

## La lega
La lega, molto antica, fu fondata nel 1923 sotto l'egida della East of Scotland Football Association, una sotto-organizzazione della Scottish Football Association destinata a promuovere il calcio semiprofessionistico nell'area di Edimburgo.
La lega è un membro della Scottish Football Association ed è interconnessa con la sovrastante Lowland Football League mediante un play-off fra il proprio campione, quello della South of Scotland Football League e quello della West of Scotland Football League, cui segue un'altra sfida con l'ultima classificata della LFL.
Il campionato è composto da 4 divisioni, la Premier Division e 3 leghe inferiori. Non essendo prevista in Scozia una connessione col calcio dilettantistico, il campionato non ha retrocessioni.

## Partecipanti stagione 2024-2025

### Premier Division
- Dunbar Utd
- Dundonald Bluebell
- Dunipace
- Edinburgh University
- Glenrothes
- Haddington Athletic
- Hill of Beath Hawthorn
- Jeanfield Swifts
- LTHV
- Luncarty
- Musselburgh Athletic
- Penicuik Athletic
- Sauchie Juniors
- St. Andrews Utd
- Tynecastle
- Whitburn

### First Division
- Arniston Rangers
- Blackburn Utd
- Bo'ness Athletic
- Camelon Juniors
- Crossgates Primrose
- Edinburgh South
- Heriot-Watt University
- Inverkeithing Hillfield Swifts
- Kinnoull
- Kirkcaldy & Dysart
- Leith Athletic
- Lochore Welfare
- Newtongrange Star
- Preston Athletic
- Thornton Hibs
- Whitehill Welfare

### Second Division
- Armadale Thistle
- Bathgate Thistle
- Burntisland Shipyard
- Coldstream
- Dalkeith Thistle
- Easthouses Lily MW
- Edinburgh College
- Harthill Royal
- Kennoway Star Hearts
- Oakley Utd
- Peebles Rovers
- Stirling University reserves
- Tweedmouth Rangers
- Vale of Leithen
- West Calder Utd

### Third Division
- Edinburgh Community
- Edinburgh Utd
- Fauldhouse Utd
- Hawick Royal Albert
- Linton Hotspur
- Livingston Utd
- Lochgelly Albert
- Newburgh
- Ormiston Primrose
- Pumpherston
- Stoneyburn

## Collegamenti
- Eccellenza (calcio)